# 26P/Григга — Скьеллерупа
Комета Григга — Скьеллерупа (26P/Grigg-Skjellerup) — короткопериодическая комета из семейства Юпитера, которая была открыта 23 июля 1902 года новозеландским астрономом Джоном Григгом с помощью 3,5-дюймового рефрактора. Она была описана как слабая туманность в два раза больше диаметра Юпитера. Из-за плохой погоды ему удалось наблюдать комету лишь четыре раза, после чего она была потеряна на два десятилетия. Комета обладает довольно коротким периодом обращения вокруг Солнца — чуть более 5,3 лет.

Орбита кометы Григга — Скьеллерупа и её положение в Солнечной системе

## История наблюдений
Повторно комета была открыта 17 мая 1922 года астрономом Джоном Скьеллерупом из Южной Африки, который описал её как диффузный объект 11,0 m звёздной величины с комой в 5 угловых минут в поперечнике. К концу месяца стало ясно, что комета движется по короткопериодической орбите, а к середине июня стало очевидно сходство этой кометы с кометой Григга 1902 года. Но из-за неточности измерений 1902 года, окончательно подтвердить это сходство удалось лишь во время следующего возвращения в 1927 году.
С момента повторного открытия комета наблюдалась при каждом своём возвращении, за исключением 2002 года, когда комета находилась слишком близко к Солнцу. В наиболее благоприятные возвращения при прохождении перигелия максимальная яркость кометы может достигать 9,0 m, а при менее удачных расположениях — всего лишь 16,0 m. В 1972 году было обнаружено, что с кометой связан метеорный поток π-Пуппиды, который имеет максимум активности около 23 апреля и лучше всего наблюдается в южном полушарии, когда комета проходит перигелий. Тогда плотность метеорного потока может достигать 42 метеоров в час.
В 1808 году французский астроном Жан-Луи Понс сообщал, что 6 и 9 февраля наблюдал некую комету вблизи двух шаровых скоплений в созвездии Змееносца. Согласно его сообщению кома кометы достигала 1 углового градуса в поперечнике, из чего он сделал вывод о её близости к Земле в момент наблюдения. В 1987 году словацкий астроном Любор Кресак проследив траекторию движения кометы в прошлое, сделал вывод, что наблюдавшаяся Понсом комета является именно кометой Григга — Скьеллерупа. Н.А. Беляевым было показало, что эта комета в феврале 1808 года действительно прошла рядом с Землёй на расстоянии всего в 0,12 а. е. (18 млн км).
Недавняя близость перигелия кометы к земной орбите сделала её лёгкой целью для миссии космического аппарата Джотто в 1992 году, главной целью которой была комета Галлея. 10 июля 1992 года Джотто пролетел всего в 200 км от ядра кометы Григга — Скьеллерупа. Таким образом он приближался к ней даже ближе, чем к комете Галлея, но из-за неполадок с камерой получить снимки не удалось.

## Сближение с планетами
В XX веке комета целых 12 раз сближалась с Землёй и четыре раза с Юпитером, большинство из которых отодвигало перигелий кометы всё дальше от Солнца. В первой половине XXI века ожидается четыре сближения с Землёй и одно с Юпитером.
- 0,17 а. е. от Юпитера 22 января 1905 года;
  - увеличение расстояния перигелия от 0,75 а. е. до 0,90 а. е.;
  - увеличение орбитального периода с 4,83 до 4,99 года;
- 0,51 а. е. от Земли 4 июля 1907 года;
- 0,47 а. е. от Земли 30 июня 1912 года;
- 0,27 а. е. с Земли 12 июня 1922 года;
- 0,20 а. е. с Земли 3 июня 1927 года;
- 0,24 а. е. с Земли 7 июня 1932 года;
- 0,86 а. е. от Юпитера 27 октября 1940 года;
  - уменьшение расстояния перигелия от 0,91 а. е. до 0,86 а. е.;
  - уменьшение орбитального периода с 5,02 до 4,90 лет;
- 0,37 а. е. от Земли 9 июня 1942 года;
- 0,16 а. е. с Земли 12 апреля 1947 года;
- 0,65 а. е. от Земли 9 марта 1952 года;
- 0,33 а. е. от Юпитера 17 марта 1964 года;
  - увеличение расстояния перигелия с 0,86 а. е. до 1,00 а. е.;
  - увеличение орбитального периода с 4,91 до 5,12 года;
- 0,82 а. е. от Земли 12 февраля 1972 года;
- 0,18 а. е. с Земли 2 апреля 1977 года;
- 0,33 а. е. от Земли 31 мая 1982 года;

0,86 а. е. от Земли 10 июля 1987 года;
- 0,51 а. е. от Юпитера 1999 года; 18 сентября
  - увеличение расстояния перигелия с 1,00 а. е. до 1,12 а. е.;
  - увеличение орбитального периода с 5,11 до 5,31 года;
- 0,56 а. е. от Земли 23 марта 2008 года;
- 0,63 а. е. от Земли 13 марта 2029 года;
- 0,84 а. е. от Земли 21 июня 2034 года;
- 0,28 а. е. от Юпитера 25 марта 2047 года;
  - увеличение расстояния перигелия с 1,09 а. е. до 1,34 а. е.;
  - увеличение орбитального периода с 5,26 до 5,63 лет;
- 0,87 а. е. от Земли 13 апреля 2050 года.